# John Purser
Pour les articles homonymes, voir Purser.
John Purser, né en 1942 à Glasgow, est un compositeur, musicologue, dramaturge et historien écossais,.

## Biographie
Il est à l'origine de la reconstitution commencée en 1991 du carnyx de Deskford datant de l'âge du fer dont il crée une réplique jouée pour la première fois en 1993 par le tromboniste John Kenny (en).
L'ouvrage Scotland's Music de Purser publié en mars 1992 (nouvelle édition en octobre 2007), est un ouvrage de référence sur l'histoire musicale de l'âge du bronze jusqu’à nos jours. Il est suivi d'une série de trente émissions de radio du même titre, écrites et présentées par lui, série diffusée sur BBC Radio Scotland pour une durée de 45 heures, avec des enregistrements commandés pour la série, dont des reconstitutions de musique ancienne et des œuvres de nombreux compositeurs peu connus. Un double CD est ensuite produit comportant une petite sélection de ces musiques Le travail de Purser contribue à un regain d'intérêt pour des compositeurs tels que John Clerk de Pennycuik et John Thomson.
Parmi les pièces de Purser figure la pièce pour radio Carver consacrée à Robert Carver, le compositeur écossais de musique sacrée du XVIe siècle, pièce qui remporte un prix Giles Cooper. Il compose également Parrots and Owls consacré à John Ruskin et à O'Shea et Whelan.

## Œuvres (sélection)

### Scène
- 1969 : The Undertaker, Opéra
- The Bell, Opéra

### Radio
- 31 mars 1991 : Carver, BBC Radio 3
- 14 décembre 1997 : The Secret Commonwealth, BBC Radio 4

### Orchestre
- 1966 : Intrada for Strings pour orchestre à cordes, op. 17
- 1972 : Clydefair Overture
- 1990 : Ane Gentill Chantecleir
- Bannockburn
- Epitaph
- Variations on an Irish Folk-Tune pour orchestre à cordes

### Concertos
- 1986 : Concertino pour piano et orchestre
- Concerto pour alto et orchestre à cordes

### Musique de chambre
- 1964 - 65 : Sonate pour flûte et piano, op. 11
- Dances of Ilion pour clarinette et piano, op. 24
- Suite for Unaccompanied Violin, op. 29
- 1976 : Three Studies pour cor et piano
- 1977 : Carrier Strike pour piccolo, trompette et clavecin
- 1981 : Quatuor à cordes
- 1985 : Prelude and Toccata pour guitare
- 1988 : Sonate pour violoncelle et piano
- 1989 : Sonate pour violon et piano
- 1994 : Skyelines pour trombone ténor et orgue
- 1995 : Skyeline III pour quatuor à cordes
- 2002 : Sonate pour trombone et piano
- 2005 : In Memory of Michael Miles pour flûte solo
- 2005 : Piobaireachd "Wai Taheke" pour flûte solo
- The Butterfly pour flûte, harpe et orgue
- Lament for a Chickadee pour carillon

### Clavier
- 1968 : Toccata pour orgue (révisé en 2003)
- 1974 : Clavier Sonata pour orgue de chambre (ou piano)
- 1975 : Circus Suite for Nick pour piano

### Voix
- 1988 : Johnnie Faa, Variation 6 pour soprano, flûte, violoncelle et harpe
- 1996 : The Seal of the City pour soprano, ténor, basse, clarinette, trompette, cor, percussion et orgue
- Ave Atque Vale pour alto et baryton
- Five Landscapes pour voix et piano
- Love My Lewd Pilot pour soprano, baryton, flûte et piano; paroles d'Edmund Spenser
- Lovely Molly pour voix et piano
- Six Sea Songs pour ténor et piano
- Throat pour soprano, carnyx et percussions

### Chœur
- 1964 : Magnificat pour chœur mixte a cappella
- 1983 : The Wren Boys pour chœur mixte, 2 piccolos, orchestre à cordes et orgue
- 1984 : Epithalamion pour chœur mixte a cappella
- If All You Gave pour chœur mixte a cappella
- Nunc Dimittis pour chœur mixte a cappella
- Love in Season pour chœur mixte a cappella
- Simplon Pass pour chœur mixte a cappella